# Brotizolam
Brotizolam, ook bekend onder de merknaam "Lendormin" is een geneesmiddel dat onder de geneesmiddelengroep van de thienobenzodiazepines. Dit medicijn heeft een anxiolytische, anticonvulsieve en sedatieve eigenschap. Het middel wordt voornamelijk voorgeschreven voor een tijdelijke oplossing van slapeloosheid. Dit geneesmiddel wordt voorgeschreven in drie verschillende doseringen: 0,25 mg, 0,5 mg en 1 mg.
Brotizolam mag niet verkocht worden in het Verenigd Koninkrijk, de Verenigde Staten en Canada.